# 어니스트 트루엑스

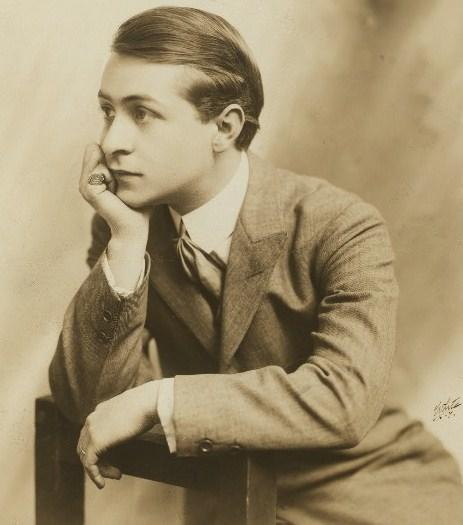

어니스트 트루엑스(영어: Ernest Truex, 1889년 9월 19일 ~ 1973년 6월 26일)는 미국의 배우이다.
캔자스시티에서 태어났다.

## 영화
- 내 모든 것을 다 주어도 (1957년)
- 디스 이즈 더 아미 (1943년)
- 스타 스팽글드 리듬 (1942년)
- 프라이벗 벅카루 (1942년)
- 댄스, 걸, 댄스 (1940년)
- 릴리언 러셀 (1940년)
- 그의 연인 프라이데이 (1940년)
- 마르코 폴로의 모험 (1938년)